# Осмер, Николай Алексеевич
Николай Алексеевич Осмер (1906 — 1980) — советский инженер-гидротехник, лауреат двух Сталинских премий (1950, 1951).

## Биография
Родился 23 октября 1906 года в Пятигорске (ныне Ставропольский край).
В 1931 году окончил Московский институт инженеров водного хозяйства по специальности инженер-гидротехник.
- 1931 инженер в Бакинском институте «Азводстрой»,
- 1931—1935 инженерна строительстве системы водоснабжения вагоноремонтного завода в Канаши,
- 1936—1938 инженер в институте «Гидропроект» на строительстве гид росооружений канала имени Москвы,
- 1939—1947 заместитель начальника отдела Ковровской ГЭС, начальник бюро в Заполярье и Кохтла-Ярве, начальник участка на строительстве ГЭС на р. Мисерка.

С июля 1941 по 2.9.1954 числился состоящим на военной службе, военинженер 2 ранга, инженер-майор. Во время войны — главный инженер военно-полевого строительства 28-й армии. 
В 1948—1953 годы начальник отдела в институте «Гидропроект», руководил разработкой проектов по Волго-Донскому водному пути, Цимлянскому гидроузлу, Куйбышевской и Волгоградской ГЭС. В 1954—1961 годы начальник и главный инженер Особого конструкторского бюро института «Гидропроект», возглавлял проектные работы по строительству канала Северский Донец — Донбасс и Нижне-Обской ГЭС. В 1961—1963 годы главный инженер проекта канала Днепр — Кривой Рог института «Гидропроект». 
С 1963 году начальник отдела Западной Сибири. Под его руководством составлены схемы использования рек Нижняя и Средняя Обь, Бия и Катунь.
Затем до 1976 года — главный инженер проекта схемы комплексного использования и охраны водных ресурсов Азовского моря.
Умер в 1980 году. Похоронен в Москве на Ваганьковском кладбище (участок № 59).
Брат — Алексей Алексеевич Осмер (1909—1981), архитектор.
- Сталинская премия второй степени (1950) — за разработку проекта водного пути;
- Сталинская премия третьей степени (1951) — за создание конструкции, освоение производства и внедрение в строительство высокопрочных автоматизированных сборно-разборных бетонных заводов
- орден Трудового Красного Знамени (1963)
- орден «Знак Почёта» (21.2.1942)
- медаль «За оборону Москвы»
- медаль «За оборону Сталинграда»
- медаль «За оборону Кавказа».

Соавтор книги
- Гидроэнергетика и комплексное использование водных ресурсов СССР / Под общ. ред. д-ра техн. наук, проф. П. С. Непорожнего. — Москва : Энергия, 1970. — 320 с. : ил., карт.; 22 см.

Сочинения
- Осмер Н. А. Комплексные водохозяйственные мероприятия в бассейне Азовского моря . В сб .: Ры- бохозяйственные исследования в бассейне Азовского моря (Кратк . тез . конфер . 13-15 июня 1972 г.) . Ростов — на — Дону , 1972.
- Осмер Н. А. О необходимости регулирования водообмена между Черным и Азовским морями. " Изв . Северо — Кавказ . научн . центра высш . школы . Естеств . науки " , No 1. Ростов — н / Д , 1973 .
- Осмер, Н. А. и Богословский, Л. Д. Применение шагающих экска- ваторов на постройке каналов . Гидротехн . строит — во , 1952 , No 2 , с . 7-10